# Sweschnikow-Variante
|   | a | b | c | d | e | f | g | h |   |
| 8 |   |   |   |   |   |   |   |   | 8 |
| 7 |   |   |   |   |   |   |   |   | 7 |
| 6 |   |   |   |   |   |   |   |   | 6 |
| 5 |   |   |   |   |   |   |   |   | 5 |
| 4 |   |   |   |   |   |   |   |   | 4 |
| 3 |   |   |   |   |   |   |   |   | 3 |
| 2 |   |   |   |   |   |   |   |   | 2 |
| 1 |   |   |   |   |   |   |   |   | 1 |
|   | a | b | c | d | e | f | g | h |   |

Die Grundstellung der Sweschnikow-Variante nach 5. … e7–e5
Die Sweschnikow-Variante der Sizilianischen Verteidigung ist eine Eröffnung des Schachspiels und ist in den ECO-Codes unter dem Schlüssel B33 klassifiziert. Sie gehört zu den modernsten und aktuellen Eröffnungen unserer Zeit.
Die Ausgangsstellung der Sweschnikow-Variante entsteht nach folgenden Zügen (siehe auch: Schachnotation):

1. e2–e4 c7–c5
2. Sg1–f3 Sb8–c6
3. d2–d4 c5xd4
4. Sf3xd4 Sg8–f6
5. Sb1–c3 e7–e5
Daneben gibt es eine andere Variante, die die Ausgangsstellung vermeidet, aber dann mit einem Zug Verspätung durch Zugumstellung in die Hauptvariante übergeht:
1. e2–e4 c7–c5 2. Sg1–f3 e7–e6 3. d2–d4 c5xd4 4. Sf3xd4 Sg8–f6 5. Sb1–c3 Sb8–c6 (*) 6. Sd4–b5 d7–d6 7. Lc1–f4 e6–e5 8. Lf4–g5
Durch diese Zugfolge über das Sizilianische Vierspringerspiel vermeidet Schwarz bestimmte Nebenvarianten für Weiß (z. B. in der Diagrammstellung 6. Sd4–b5 d7–d6 7. Sc3–d5), lässt aber wiederum andere zu, etwa bei (*) 6. Sd4xc6.

## Geschichte
Die Sweschnikow-Variante trägt für eine Schacheröffnung ungewöhnlich viele Namen, sie ist auch als Tscheljabinsk-Variante, Lasker-Variante, Pelikan-Variante oder Kombinationen daraus bekannt (etwa Lasker-Pelikan-Sweschnikow-Variante). Die Bezeichnung Sweschnikow-Variante ist aber die geläufigste. Dabei sind alle Namen unmittelbar mit der Geschichte der Variante verbunden.
Emanuel Lasker setzte im Weltmeisterschaftskampf 1910 gegen Carl Schlechter die damals noch kaum bekannte Variante ein. Dieser wählte das wenig chancenreiche 6. Sd4–b3 und gab Lasker Vorteil, hielt die Partie aber noch remis. Die Variante wurde auf Eis gelegt, da die positionelle Schwäche d5 nach 6. Sd4–b5 als schwer kompensierbar angesehen wurde. Dennoch blieb sie immer mit dem Namen Laskers verbunden. Da das eilige 6. Sd4xc6 b7xc6 nur das schwarze Zentrum stärkt, ist 6. Sd4–b5 die Hauptvariante.
Mitte der 1950er Jahre versuchte der Argentinier Jorge Pelikan die Entwicklung Laskers weiterzuführen, doch erst der Tscheljabinsker Großmeister Jewgeni Sweschnikow konnte die nun nach ihm benannte Variante zu einer geachteten Waffe formen (der Zug 6. … d7–d6 wird Herman Pilnik zugesprochen und hieß vor der Ausarbeitung durch die sowjetischen Meister auch Pilnik-System). Sweschnikow popularisierte den Bauernvorstoß 8. … bzw. 9. … b7–b5, um den Sa3 auszugrenzen. Von diesem Zeitpunkt an war die Sweschnikow-Variante in der Turnierpraxis fest etabliert.
In den späten 1990er Jahren kam es dann sogar zu einem richtigen „Boom“ der Sweschnikow-Variante. Maßgeblich beteiligt daran waren unter anderem die Spitzenspieler Wladimir Kramnik, Joël Lautier und Péter Lékó. Heute ist die Sweschnikow-Variante auf Großmeisterebene eine der populärsten und meistdiskutierten Eröffnungen überhaupt. Sie wurde unter anderem von Boris Gelfand im Weltmeisterschaftskampf 2012 gegen Viswanathan Anand eingesetzt.

## Ideen und Spielweisen
Die Hauptideen des Schwarzen sind häufig mit einer Bauernmajorität im Zentrum verbunden. Diese entsteht, wenn Schwarz nach Lg5xf6 mit dem Bauern g7xf6 zurückschlägt und den so entstandenen Doppelbauern mit f6–f5 auflöst. Dazu kann sogar ein Bauernopfer gerechtfertigt sein. Schwarz erhält aktives Spiel auf den halboffenen c- und g-Linien und besitzt das Läuferpaar. Typisch ist auch der Bauernvorstoß b7–b5–b4.
Weiß kontrolliert das Zentralfeld d5, das mit einem Springer besetzt werden kann. Dazu erfolgt oft das Springermanöver Sb5–a3–c2–e3–d5. Zudem kann Weiß auf der halboffenen d-Linie gegen den schwarzen rückständigen Bauern d6 spielen. Wegen der schwarzen Bauernschwächen ist das Endspiel oft günstiger für Weiß.

## Hauptvarianten
|   | a | b | c | d | e | f | g | h |   |
| 8 |   |   |   |   |   |   |   |   | 8 |
| 7 |   |   |   |   |   |   |   |   | 7 |
| 6 |   |   |   |   |   |   |   |   | 6 |
| 5 |   |   |   |   |   |   |   |   | 5 |
| 4 |   |   |   |   |   |   |   |   | 4 |
| 3 |   |   |   |   |   |   |   |   | 3 |
| 2 |   |   |   |   |   |   |   |   | 2 |
| 1 |   |   |   |   |   |   |   |   | 1 |
|   | a | b | c | d | e | f | g | h |   |

Stellung der Sweschnikow-Variante nach 6. Sd4–b5 d7–d6
|   | a | b | c | d | e | f | g | h |   |
| 8 |   |   |   |   |   |   |   |   | 8 |
| 7 |   |   |   |   |   |   |   |   | 7 |
| 6 |   |   |   |   |   |   |   |   | 6 |
| 5 |   |   |   |   |   |   |   |   | 5 |
| 4 |   |   |   |   |   |   |   |   | 4 |
| 3 |   |   |   |   |   |   |   |   | 3 |
| 2 |   |   |   |   |   |   |   |   | 2 |
| 1 |   |   |   |   |   |   |   |   | 1 |
|   | a | b | c | d | e | f | g | h |   |

Stellung nach 7. Lc1–g5 a7–a6 8. Sb5–a3 b7–b5
In den Hauptvarianten folgt aus der Diagrammstellung 6. Sd4–b5 d7–d6 – Abweichungen hiervon geben eher dem Gegner Chancen. Die wichtigsten Fortsetzungen sind dann:
7. Lc1–g5 a7–a6 Vertreibt den Springer. Nach 7. … Le7? 8. Lxf6 müsste Schwarz immer noch mit dem g-Bauern zurückschlagen, wegen 8. … Lxf6 9. Sxd6+.
- 8. Sb5–a3 b7–b5 Das ist die Grundstellung der Hauptvariante. Der letzte schwarze Zug droht die Gabel b5–b4, kontrolliert aber insbesondere das Feld c4. Früher wurde hier mit 8. … Le6 der Läufer entwickelt, was Weiß erlaubte mit Sa3–c4 seinen Springer schnell wieder auf ein günstiges Feld zu stellen. Nach 8. … b7–b5 wird dies Weiß einige Züge kosten.
  - 9. Sc3–d5 führt eher zu ruhigen, positionellen Stellungen
    - 9. … Lf8–e7 10. Lg5xf6 (da der taktische Schlag 10. … Sf6xd5 droht. 10. Sd5xe7 ist nicht zu empfehlen, weil Schwarz nach 10. … Sc6xe7! nebst ...Lc8–b7 seine Probleme auf dem schwachen Feld d5 löst und mit dem d6 vorrücken kann.) Le7xf6 11. c2–c3 Lf6–g5 12. Sa3–c2 mit der Idee a2–a4. z. B. 12. … 0–0 13. a2–a4 b5xa4 14. Ta1xa4 a6–a5 15. Lf1–c4 Ta8–b8 16. b2–b3! Kg8–h8 17. 0–0 f7–f5 18. e4xf5 Lc8xf5 19. Sc2–e3.
    - 9. … Dd8–a5+ 10. Lg5–d2 Da5–d8 Nun hat Weiß die Wahl sich mit 11. Lg5 auf Zugwiederholung und Remis einzulassen oder er weicht ab mit Sxf6+ oder c4.

  - 9. Lg5xf6 g7xf6 führt zu taktischen, scharfen Stellungen. (9. … Dxf6 verliert zu viel Zeit wegen 10. Sd5 Dd8. z. B. 11. c4 b4 12. Da4 Ld7 13. Sb5! axb5 14. Dxa8 Dxa8 15. Sc7+ Kd8 16. Sxa8) 10. Sc3–d5 f6–f5 (10. … Lf8–g7 ist die Nowosibirsk-Variante, die mit 11. Lf1–d3 Sc6–e7 den Blockadespringer d5 beseitigen will.)
    - 11. c2–c3 Weiß möchte den Springer a3 über c2 wieder ins Spiel bringen. 11. … Lf8–g7 (Nach 11. ... fxe4? ist das Opfer 12. Lf1xb5 (vergleiche 11. Lxb5) sehr stark.) 12. e4xf5 Lc8xf5 13. Sa3–c2 0–0 14. Sc2–e3 Lf5–e6 15. Lf1–d3 oder 15. g2–g3
    - 11. Lf1–d3 Lc8–e6 mit den Abzweigungen
      - 12. 0–0 Le6xd5 13. e4xd5 Sc6–e7 oder
      - 12. Dd1–h5 Lf8–g7 13. 0–0 f5–f4

    - 11. e4xf5 Lc8xf5 12. c2–c3 Lf8–g7 13. Sa3–c2
    - die scharfe „Opfervariante“ 11. Lf1xb5 a6xb5 12. Sa3xb5 Ta8–a4 13. Sb5–c7+ Ke8–d7
- 8. Lg5xf6 führt über Zugumstellung zur Hauptvariante 8. … gxf6 9. Sb5–a3 b7–b5.
- Die alte Hauptvariante 8. Lg5xf6 g7xf6 9. Sb5–a3 hat für Weiß keinen Vorteil und ist fast immer nur eine Zugumstellung, ermöglicht Schwarz aber die Alternative 9. … f6–f5 (ohne den Tscheljabinsker Zug b7–b5). Schon Dawid Janowski hat so gespielt.

|   | a | b | c | d | e | f | g | h |   |
| 8 |   |   |   |   |   |   |   |   | 8 |
| 7 |   |   |   |   |   |   |   |   | 7 |
| 6 |   |   |   |   |   |   |   |   | 6 |
| 5 |   |   |   |   |   |   |   |   | 5 |
| 4 |   |   |   |   |   |   |   |   | 4 |
| 3 |   |   |   |   |   |   |   |   | 3 |
| 2 |   |   |   |   |   |   |   |   | 2 |
| 1 |   |   |   |   |   |   |   |   | 1 |
|   | a | b | c | d | e | f | g | h |   |

Stellung nach 6. Sd4–b5 d7–d6 7. Sc3–d5 Sf6xd5 8. e4xd5
7. Sc3–d5. Wegen der Drohung Sc7+ folgt 7. … Sf6xd5 8. e4xd5. Diese Variante wurde während der Weltmeisterschaft 2018 dreimal gespielt (8., 10. und 12. Partie). Die schwarze Schwäche auf d5, die sonst Weiß einen Vorposten für eine Figur bieten würde, ist nun durch einen weißen Bauern blockiert. Möglich ist nun  8. … Sc6–e7 oder 8. … Sc6–b8 9. c2–c4 a7–a6 10. Sc3 Lf8–e7 11. Lf1–e2 0–0 12. 0–0 f7–f5. In dieser Situation wird Weiß am Damenflügel seine Bauernmajorität nutzen und angreifen, während Schwarz am Königsflügel angreift.
7. a2–a4 beugt der schwarzen Ausbreitung am Damenflügel vor und sichert nach a7–a6 das Manöver Sb5–a3–c4 ab.
Eine Abwandlung der Sweschnikow-Variante ist die Kalaschnikow-Variante 2. Sg1–f3 Sb8–c6 3. d2–d4 c5xd4 4. Sf3xd4 e7–e5. Anand – Rəcəbov, Dortmund 2003 ist eine Beispielpartie.

## Sweschnikow-Variante in der Turnierpraxis
In den letzten Jahren ist die Sweschnikow-Variante auch bei Klubspielern beliebt geworden. Sie ist nun häufig anzutreffen, dabei fällt ihr aber nicht dieselbe große Bedeutung zu wie auf der Ebene der Großmeister. Der Grund für die wachsende Popularität auch auf Amateurniveau ist der Ruf der Sweschnikow-Variante, die als sehr effektiv und zugleich auch als leicht zu erlernen gilt.